# Amy Forsyth
Amy Forsyth (* 6. August 1995 in Toronto) ist eine kanadische Filmschauspielerin.

## Leben
Amy Forsyth wurde 1995 in Toronto geboren. Nach regelmäßigen Auftritten in Fernsehserien wie Defiance, The Path, Channel Zero und Rise und Nebenrollen in dem Horrorfilm A Christmas Horror Story, dem Filmdrama Beautiful Boy und Coda erhielt sie in Die Novizin ihre erste größere Rolle in einem Film und spielt darin Jamie Brill.

## Filmografie (Auswahl)
- 2014–2015: Defiance (Fernsehserie, 9 Folgen)
- 2015: Lead with Your Heart (Fernsehfilm)
- 2015: The Music in Me (Fernsehfilm)
- 2015: A Christmas Horror Story
- 2016–2017: The Path (Fernsehserie, 12 Folgen)
- 2017: Channel Zero (Fernsehserie, 6 Folgen)
- 2018: Hell Fest
- 2018: Rise (Fernsehserie, 10 Folgen)
- 2018: Beautiful Boy
- 2019: Stucco (Kurzfilm)
- 2019: We Summon the Darkness
- 2021: Coda
- 2021: Die Novizin (The Novice)
- 2021: Coyote (Fernsehserie, 4 Folgen)
- seit 2022: The Gilded Age (Fernsehserie)
- 2023: Der Morgen davor und das Leben danach (Dear Edward, Fernsehserie, 10 Folgen)
- 2024: Shook
- 2025: Plainclothes
- 2025: Westhampton

## Auszeichnungen
Independent Spirit Award
- 2022: Nominierung als Beste Nebendarstellerin (Die Novizin)[2]